# Pseudomaenas intricata
Pseudomaenas intricata là một loài bướm đêm trong họ Geometridae.